# 28050 Asekomeh
28050 Asekomeh è un asteroide della fascia principale. Scoperto nel 1998, presenta un'orbita caratterizzata da un semiasse maggiore pari a 2,2478305 au e da un'eccentricità di 0,1826299, inclinata di 4,45675° rispetto all'eclittica.
L'asteroide è dedicato all'insegnante statunitense Demetrius Asekomeh.